# Banteng
Bos javanicus
Espèce
Statut de conservation UICN

CRA2abcd+4cd : 
En danger critique
Le banteng ou tembadau (Bos javanicus) est un bœuf sauvage relativement petit qui vit en Asie du Sud-Est. Sous la forme du bœuf de Bali, il a été domestiqué par l'homme et a été introduit en Australie où il forme une population marronne importante. Ce taureau sauvage est le symbole du Partai Demokrasi Indonesia Perjuangan ou Parti démocratique indonésien de lutte.

## Caractéristiques

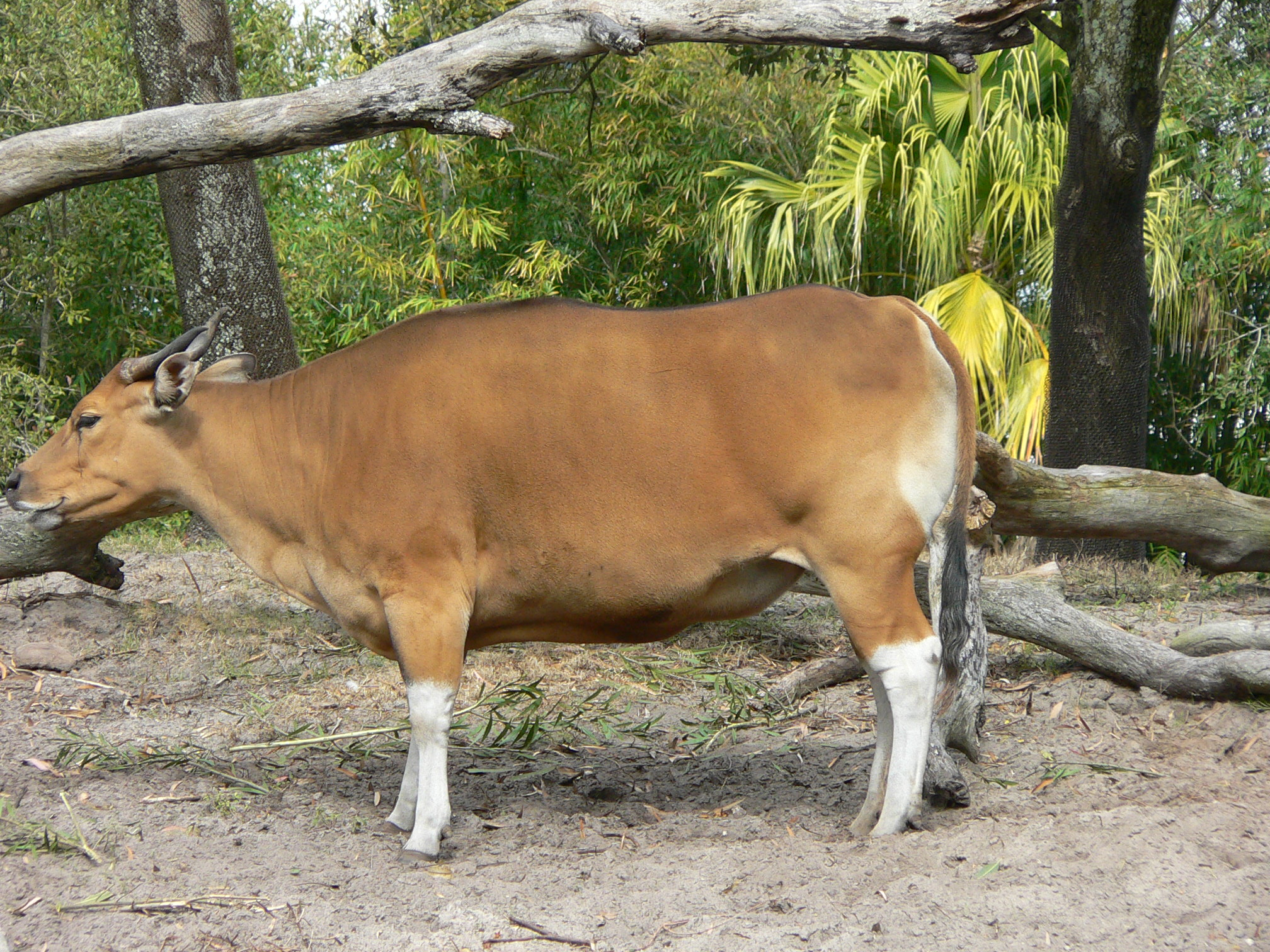
Femelle

Les bantengs ressemblent aux bœufs domestiques. Ils présentent un dimorphisme sexuel notable. La robe des mâles va du brun noir au brun rouge foncé, tandis que celles des femelles sont plus blondes. Mâles et femelles ont le ventre blanc, avec des taches sur l'arrière-train et des « bas » sur les pattes. Les femelles atteignent leur taille adulte en 3 à 4 ans contre 5 à 6 pour les mâles. Les animaux qui pèsent de 400 à 900 kg, ont une longueur d'environ deux mètres et une hauteur au garrot de 150 cm (femelles) à 180 cm (mâles). Les cornes des taureaux sont dures et courbées vers le haut ; elles peuvent atteindre 75 cm de long et sont séparées sur le haut de la tête par une sorte de casque qui se distingue nettement du pelage ; celles des vaches sont beaucoup plus courtes.

## Répartition
La région primitive de diffusion comprenait le Sud-Est asiatique continental ainsi que les îles de Java et de Bornéo. Les bantengs domestiqués ont été introduits par l'homme sur de nombreuses autres îles d'Indonésie ainsi que, en nombre beaucoup plus réduit, dans d'autres régions du monde (v. Domestication). L'habitat des bantengs sauvages est principalement constitué par les forêts tropicales. Ils viennent également paître de temps en temps dans les prairies ouvertes.

## Mode de vie

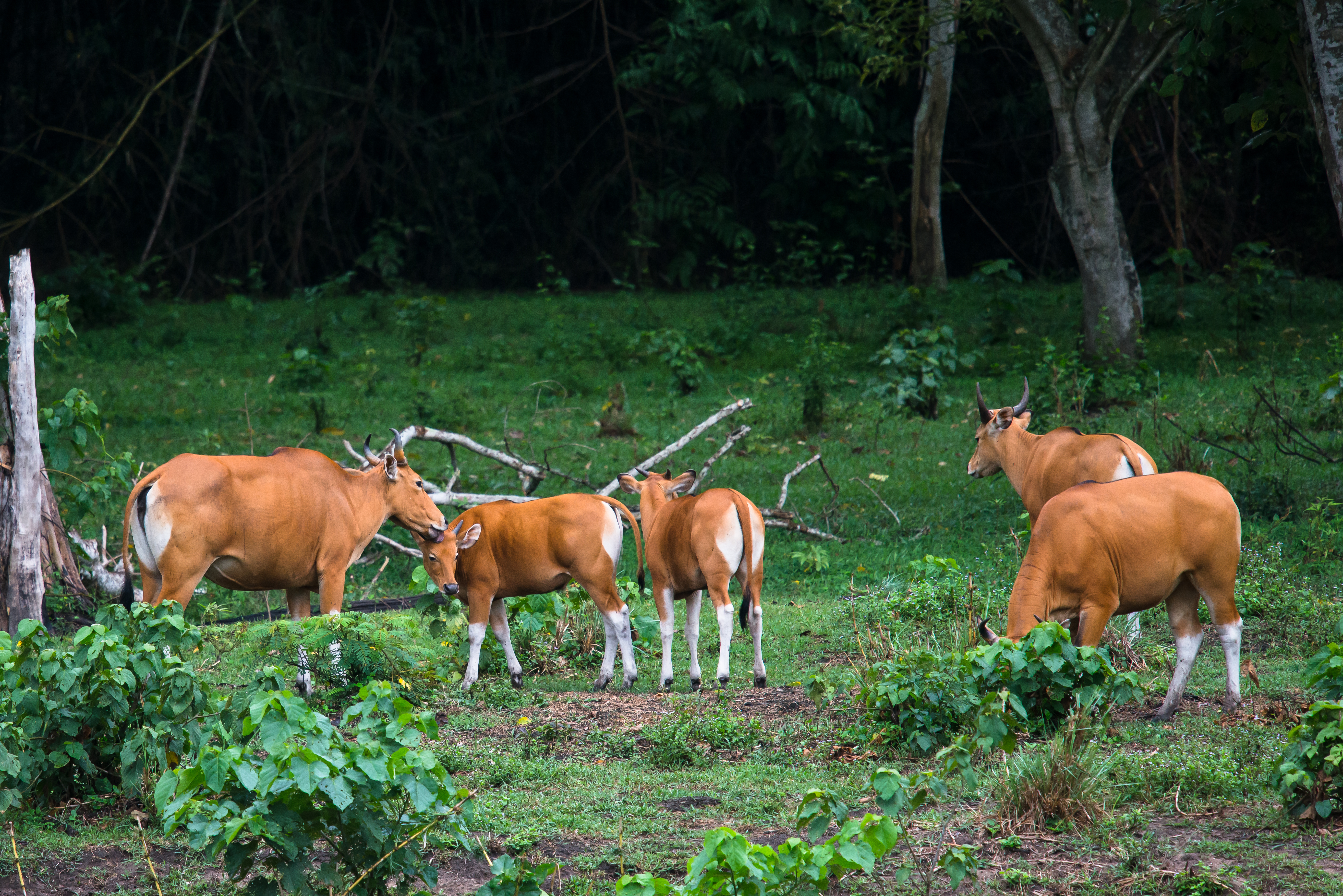
Troupeau de bantengs, au sanctuaire de faune de Huay Kha Khaeng, Thaïlande

Les bantengs vivent en groupes de 2 à 40 vaches avec leurs veaux conduits par un taureau. Pendant la mousson, ils vont vers les collines ; et ils redescendent dans les plaines à la saison sèche. On trouve en outre des troupeaux de mâles et des taureaux solitaires, trop vieux ou trop faibles pour diriger un troupeau. Après une gestation de 285 jours, les vaches donnent naissance une fois par an à un petit qu'elles allaitent pendant neuf mois. Il atteint sa maturité sexuelle au bout de deux à quatre ans. L'espérance de vie des bantengs est de 14 à 17 ans, jusqu'à 26 ans en captivité.

## Les hommes et les bantengs

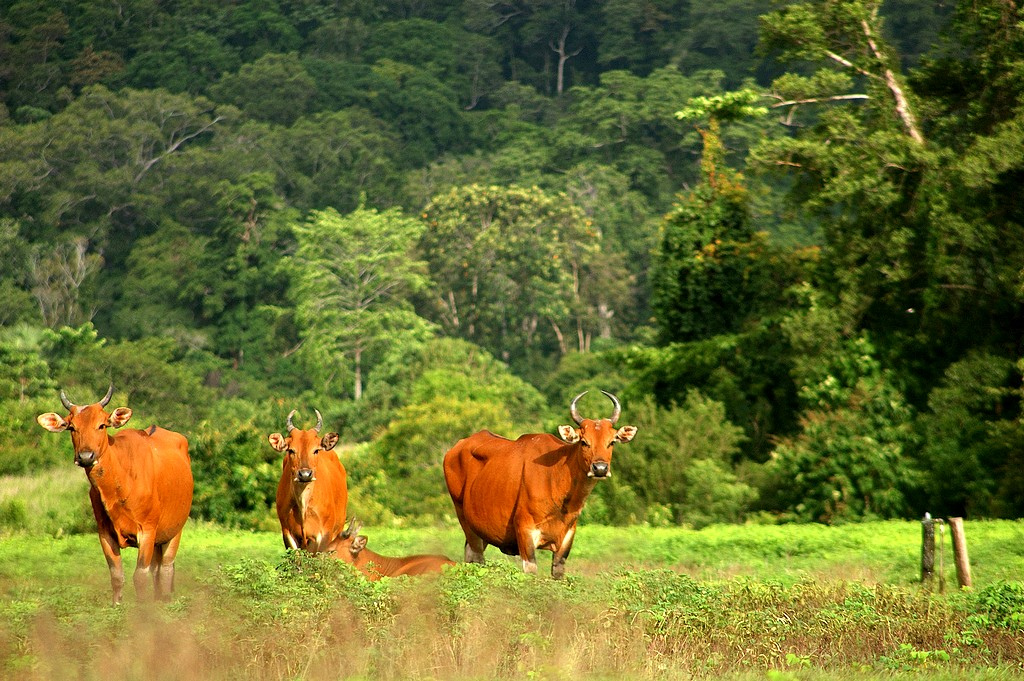
Banteng dans le parc national d'Alas Purwo, île de Java, Indonésie

### Danger pour l'espèce
Le banteng sauvage est classé par l'UICN au nombre des espèces menacées. Parmi les raisons de la baisse de son nombre on cite la destruction des forêts tropicales, le croisement avec les bœufs domestiques et les bœufs de Bali ainsi que la contamination par des maladies répandues chez les bœufs domestiques. Dans le Sud-Est du continent asiatique les chiffres ont dramatiquement baissé au cours des dernières décennies. En Thaïlande on estime la baisse à près de 85 % entre 1980 et 2000. Dans la péninsule malaise, les bantengs ont déjà disparu dans les années 1950. Au contraire les chiffres sur Java sont stables alors qu'il n'y a aucun chiffre sûr pour Bornéo. La population totale de bantengs sauvages est évaluée à 5 000.

### Domestication
Les bantengs font partie des cinq espèces de bovinés domestiquées par l'homme. La date de leur domestication est inconnue, elle doit avoir eu lieu cependant plusieurs siècles avant Jésus-Christ. On pense que c'est vraisemblablement à Java que la chose s'est passée ; sur le continent on disposait déjà des buffles d'eau et on n'éprouvait aucun besoin d'une nouvelle espèce de bœufs domestiqués. De Java ils sont passés sur de nombreuses îles, où à l'origine il n'y avait pas de bantengs sauvages, par exemple à Bali, à Sumatra, à Sulawesi, au Timor, à Lombok et à Sumbawa. Comme Bali a été pendant des siècles le centre d'élevage des bantengs, les bantengs domestiques sont connus sous le nom de « bœufs de Bali ». Aujourd'hui il en existe environ 1,5 million.
Du fait de l'introduction d'autres bœufs domestiques en Indonésie, il y a de moins en moins de bœufs de Bali de pure race. Très tôt il y a eu des croisements entre zébus et bœufs de Bali avec pour conséquence la naissance de nouvelles races de bœufs
Des bœufs de Bali ont été introduits en 1849 en Australie où ils sont devenus sauvages et constituent aujourd'hui une population de 1 000 animaux qui vivent dans le Garig Gunak Barlu National Park dans le Territoire du Nord.

## Liste des sous-espèces
- Bos javanicus javanicus
- Bos javanicus lowi